# Dendropsophus joannae
Dendropsophus joannae är en groddjursart som först beskrevs av Köhler och Stefan Lötters 200.  Dendropsophus joannae ingår i släktet Dendropsophus och familjen lövgrodor. IUCN kategoriserar arten globalt som otillräckligt studerad. Inga underarter finns listade i Catalogue of Life.